# 鈴木ノリアキ
鈴木ノリアキ（すずき のりあき、1996年7月16日 - ）は、元プロゲーマー、ゲームキャスター、ストリーマーである。ZETA DIVISION所属。

## 沿革

### 2014年
- 11月にSamurai ZyAGにeスポーツ部門（SZ）を創設。[2]

### 2015年
- 10月にSCARZ CoD部門に所属チームごと加入。[3][2][4]

### 2018年
- 4月にSCARZ CoD部門を脱退。 [5]

### 2022年
- 7月からZETA DIVISION クリエーター部門に加入。[6][7]

## 出演

### 展示会・フェス・イベント
- RAGE Apex Legends 2022 Summer（幕張メッセ、2022年8月27日、8月28日）[8]
- 東京ゲームショウ2022（幕張メッセ、2022年9月17日）[9]
- DreamHack Japan 2023（幕張メッセ、2023年5月13日、5月14日）[10]
- ストリーマージャム トウキョウ 2023（浅草橋ヒューリック ホール、2023年1月15日、）[11][12]
- 東京ゲームショウ2023（幕張メッセ、2023年9月22日）[13]
- TOKYO AUTO SALON 2024（幕張メッセ、2024年1月14日）[14]
- 東京ゲームショウ2024（幕張メッセ、2024年9月26日 – 29日）[15][16]
- The k4sen Con（有明GYM-EX、2024年10月12日、2024年10月13日）[17][18]
- 丹生明里 卒業セレモニー GAME DAY（ぴあアリーナMM、2024年11月30日）[19][20][21]
- Riot Games ONE 2024（Kアリーナ横浜、2024年12月14日、2025年12月15日）[22]
- VSPO! SHOWDOWN powered by RAGE（両国国技館、2025年3月22日、2025年3月23日）[23][24]
- 2BRO. RADIO: THE STAGE（東京ガーデンシアター、2025年6月8日）[25][26]

### 大会
- コール オブ デューティ プロ対抗戦（2021年6月13日、6月27日、7月11日、7月25日）*解説[27]
- CALL OF DUTY®: MODERN WARFARE® II JAPAN CHAMPIONSHIP（幕張メッセ、2023年1月15日、）*解説[28][29]

### 配信番組
- Riot Games ONE Pre-show（YouTube、2022年12月22日）[30][31]
- RAGE WORLD CHALLENGE in Bangkok 日本語Watch Party（YouTube、2024年8月18日）[32]
- ぶいすぽっ！激烈かしましロード まざー3を助けろ！ ぶいすぽ特殊部隊（ニコニコ生放送、2025年3月31日）[33]

### ウェブ番組
- ZETAとアソボEXTREME 関優太とリアルタルコフ編 Season2（Lemino、2024年3月27日）[34]
- teamOVER!&GAMERS（YouTube・OPENREC、2024年4月27日 - 2024年7月21日）[35]

### 舞台
- 舞台『AGASA-アガサ-』完璧な殺人鬼（2024年12月11日、EX THEATER ROPPONGI）[36]